# Diözese Bozen-Brixen
Die katholische Diözese Bozen-Brixen (italienisch Diocesi di Bolzano-Bressanone, ladinisch Diozeja de Bulsan-Persenon, lateinisch Dioecesis Bauzanensis-Brixinensis) umfasst das Gebiet der Autonomen Provinz Bozen – Südtirol in Italien und die auf österreichischem Staatsgebiet liegenden Teile der Pfarrei Brenner. Die Diözese wurde 1964 umgebildet in der Rechtsnachfolge des alten Bistums Brixen, das 1921 große Teile seines Gebiets in Nord- und Osttirol verloren hatte, und entspricht seitdem dem Land Südtirol. 

## Geschichte

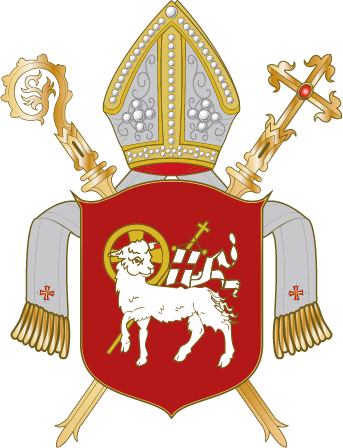
Wappen des Bistums bzw. des ehemaligen Fürstbistums und Hochstiftes Brixen mit dem Osterlamm auf rotem Grund

### Bischofssitz Säben

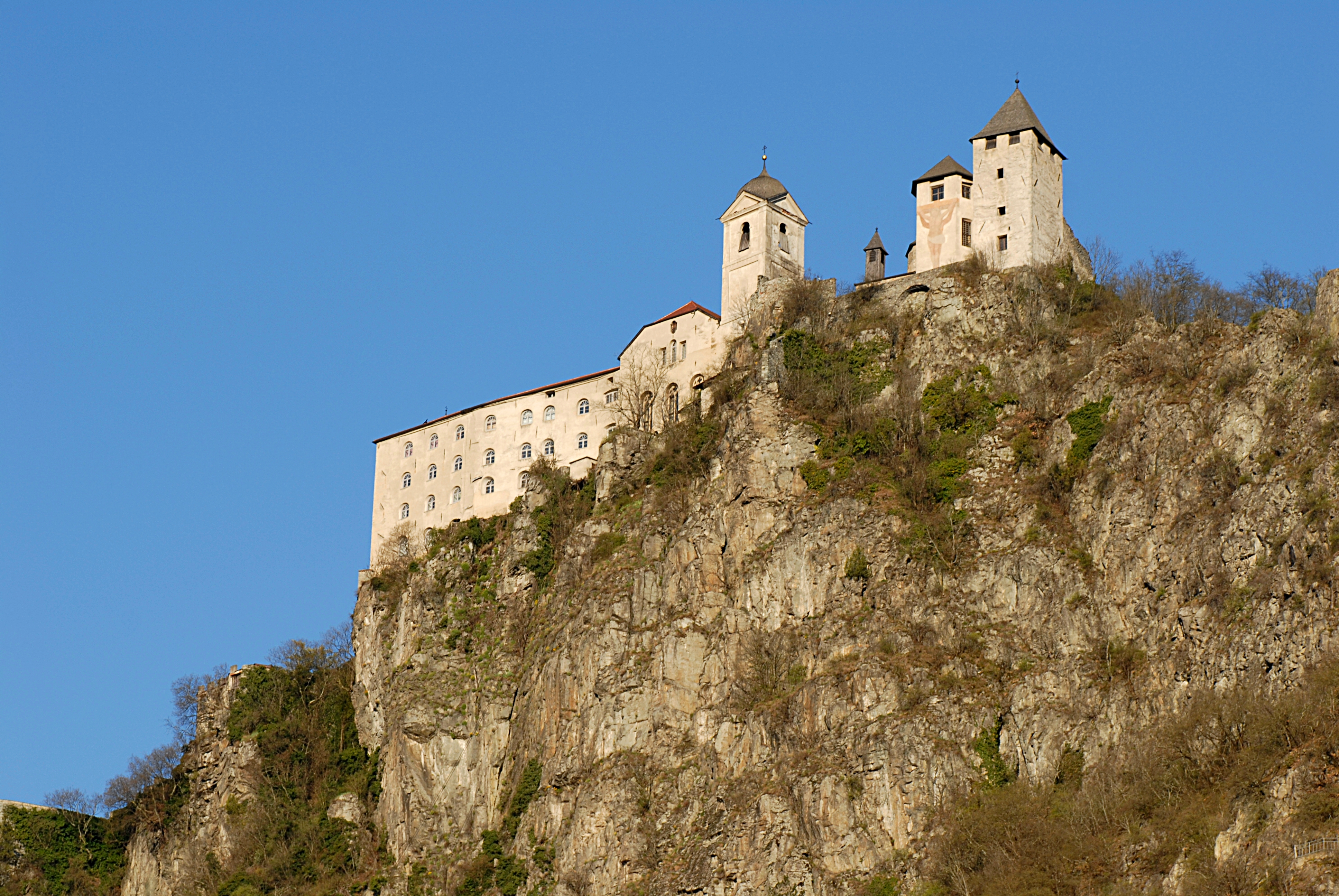
Der Säbener Berg war bis ins 10. Jahrhundert Sitz des Bistums

Das Bistum soll vom hl. Kassian um 350 gegründet worden sein, der in Säben bei Brixen verehrt wird. Dass Kassian tatsächlich Bischof war, ist jedoch nicht gesichert.
Beim Bistum Säben soll es sich einigen Forschern zufolge um ein Rückzugsbistum gehandelt haben, das im Zuge des Zusammenbruchs des Römischen Reichs entstanden sei. Konkret dürfte der Bischofssitz von Augusta Vindelicum (Augsburg) in das sicherere Säben verlegt worden sein und in der Folgezeit dem Patriarchat von Aquileia unterstanden haben. Auf einer Bischofssynode in Grado (zwischen 572 und 577) war ein Bischof Materninus von Säben anwesend, bei dem es sich um den ersten sicher bezeugten Amtsträger handelt. Mehr ist über seinen Nachfolger, den heiligen Ingenuinus, bekannt, der 590 am Konzil von Marano teilnahm und im gleichen Jahr gefangengenommene Bewohner seiner Diözese von den Franken abkaufte. Im Folgejahr ist er als Erstunterzeichner einer Petition an den byzantinischen Kaiser Maurikios bezeugt.
Über die weitere Geschichte des Bistums fehlen bis 769 schriftliche Quellen, sodass in Erwägung gezogen wurde, dass das Bistum in dieser Zeit nicht durchgängig existiert habe. 769 schließlich ist mit Alim wieder ein Bischof bezeugt. In seine Amtszeit fällt die Umorientierung des Bistums vom Patriarchat Aquileia weg zu den Kirchenstrukturen nördlich der Alpen, die mit der Eingliederung in die Erzdiözese Salzburg im Jahr 798 abgeschlossen wurde. Bereits ab dem späten 6. Jahrhundert war das engere Diözesangebiet zunehmend von Bajuwaren besiedelt worden und war Teil des Herzogtums Baiern geworden. Zum Bistum gehörten damals das obere und mittlere Inntal, das Wipptal, ein Großteil des Eisacktals und das Pustertal. Archäologische Funde belegen die frühe Existenz einer Bischofskirche am Säbener Berg in der Langobardenzeit. Im frühen 9. Jahrhundert ist erstmals die Existenz einer Säbener Kanzlei bezeugt.

### Bischofssitz Brixen
Am 13. September 901 übereignete König Ludwig das Kind – aus dem Besitz seiner Mutter Uta – dem Bistum unter Bischof Zacharias die curtis, quae dicitur Prihsna (Hof, der Brixen genannt wird). Noch vor 990 wurde der Bischofssitz dorthin verlegt. Der hl. Albuin residierte als Bischof etwa von 975 bis 1006 bereits in Brixen. Mit der Übersiedlung des Bistums wurden auch die Reliquien der Heiligen Kassian und Ingenuinus nach Brixen verbracht.
Die Übertragung von Grafschaftsrechten im Inn-, Eisack- und Pustertal durch König Heinrich II. (1004) und Kaiser Konrad II. (1027) begründeten die weltliche Herrschaft der Bischöfe in Teilen Tirols (dem Hochstift Brixen), die bis zum Reichsdeputationshauptschluss von 1803 stets auch Fürstbischöfe waren. Friedrich Barbarossa verlieh ihnen 1179 mit dem Zoll- und Münzrecht weitere hoheitsrechtliche Befugnisse. In den Jahren 1236–1240 kam es auf Initiative Kaiser Friedrichs II. zu einer partiellen Säkularisierung des Hochstifts, das von kaiserlichen Beauftragten verwaltet wurde. Ab 1265 diente die Brixener Hofburg als fürstbischöfliche Residenz. In Kriegszeiten zogen die Fürstbischöfe sich in das – ab 1251 errichtete – Schloss Bruneck im Pustertal zurück; als Sommerresidenz diente ihnen ab 1578 das Schloss Velthurns im Eisacktal.
Die Diözese umfasste den Großteil des Eisacktals, das Wipptal, das Pustertal und das Inntal von Finstermünz bis in die Gegend von Jenbach und die Täler der Dolomitenladiner (Gröden, Gadertal, Enneberg, Fassatal), ab 1778 auch Cortina d’Ampezzo (Hayden).
Die weltliche Macht der Bischöfe, das Hochstift, wurde ab der Mitte des 12. Jahrhunderts durch die Grafen von Tirol, die als Vögte des Hochstifts fungierten, immer mehr eingeschränkt. Im ausgehenden Hochmittelalter umfasste das Fürstbistum als eigenständiges Reichsterritorium weitgehend nur mehr die Stadt und das Umland von Brixen, Klausen und kleinere Gebiete im Pustertal. Das Fürstbistum war durch zahlreiche Verträge eng mit der gefürsteten Grafschaft Tirol verbunden. 1803 wurde das Fürstbistum durch den Reichsdeputationshauptschluss endgültig aufgehoben und der österreichischen Landesherrschaft eingegliedert.

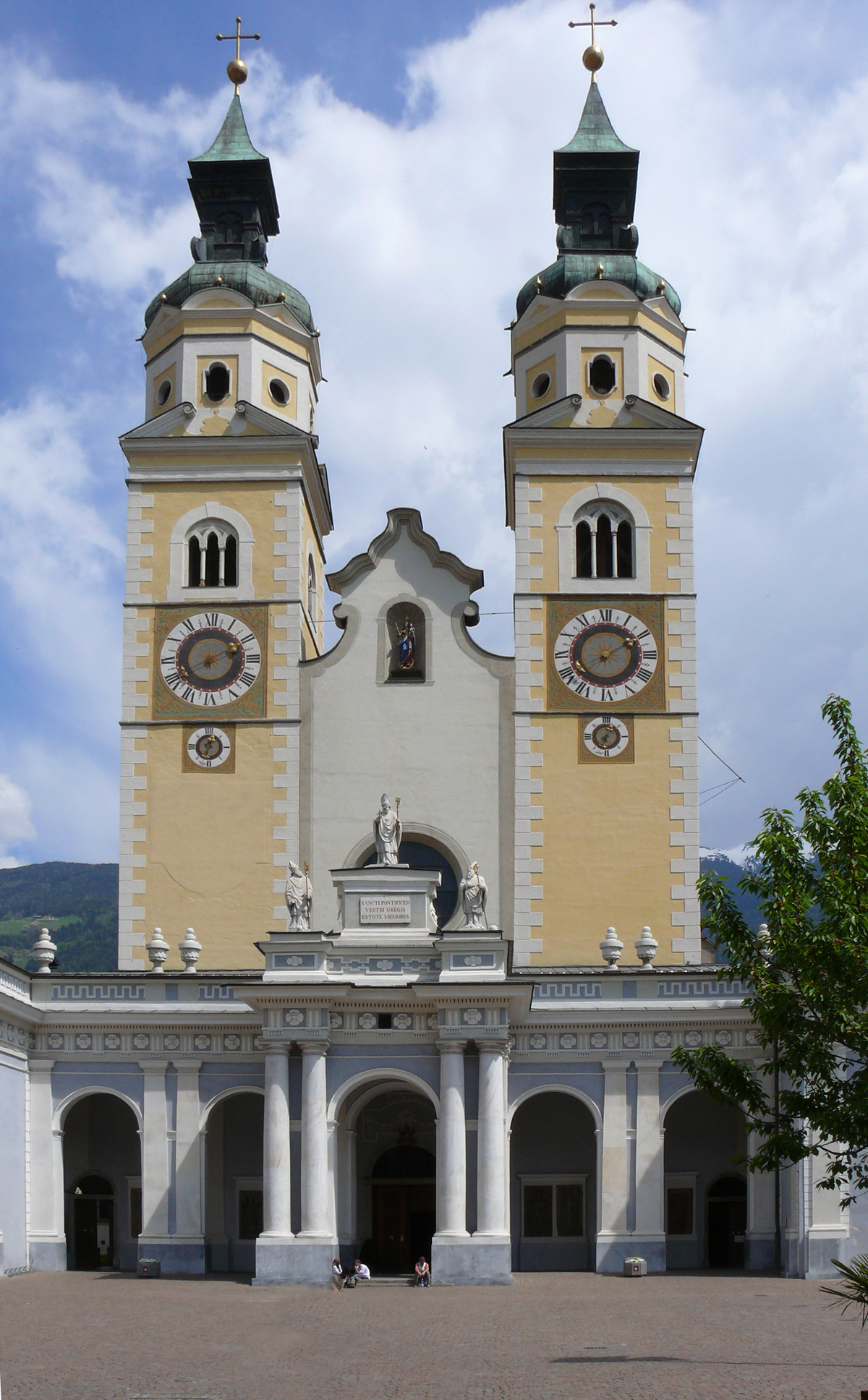
Brixner Dom

In den Jahren zwischen 1808 und 1816 erhielt Brixen zulasten der Diözese Chur den Vinschgau und Teile Vorarlbergs. Papst Pius VII. änderte am 2. Mai 1818 mit der Bulle Ex imposito die Diözesangrenzen für Tirol und Vorarlberg erneut, wobei Brixen große Teile des Vinschgaus an Trient verlor. Mit dem Breve vom 16. Juni 1819 wurde in Feldkirch ein Generalvikariat für Vorarlberg errichtet, das bis dahin zu den Diözesen Augsburg, Chur und Konstanz gehört hatte.
Am 29. September 1822 erhielt der Kaiser von Österreich mit der Bulle Quae nos gravissimi das Recht zur Ernennung der Bischöfe für Brixen.
Als Südtirol nach dem Ersten Weltkrieg zu Italien kam, erschwerte sich dadurch die Verwaltung der bei Österreich verbliebenen Diözesanteile. Der Heilige Stuhl wollte jedoch nicht den Eindruck erwecken, durch eine Änderung der Diözesangrenzen die Teilung Tirols anzuerkennen. Daher wurde der Generalvikar von Vorarlberg, Sigismund Waitz, am 9. April 1921 zum Apostolischen Administrator des österreichischen Teils der Diözese Brixen ernannt. Am 25. April 1925 wurde daraus die Administratur Innsbruck-Feldkirch, ohne jedoch eine neue Diözese zu errichten. Da Brixen von seinem Metropolitansitz Salzburg abgeschnitten war, der Heilige Stuhl es aber nicht einem italienischen Metropolitanbezirk eingliedern wollte, wurde die Diözese am 25. April 1921 direkt dem Heiligen Stuhl unterstellt.

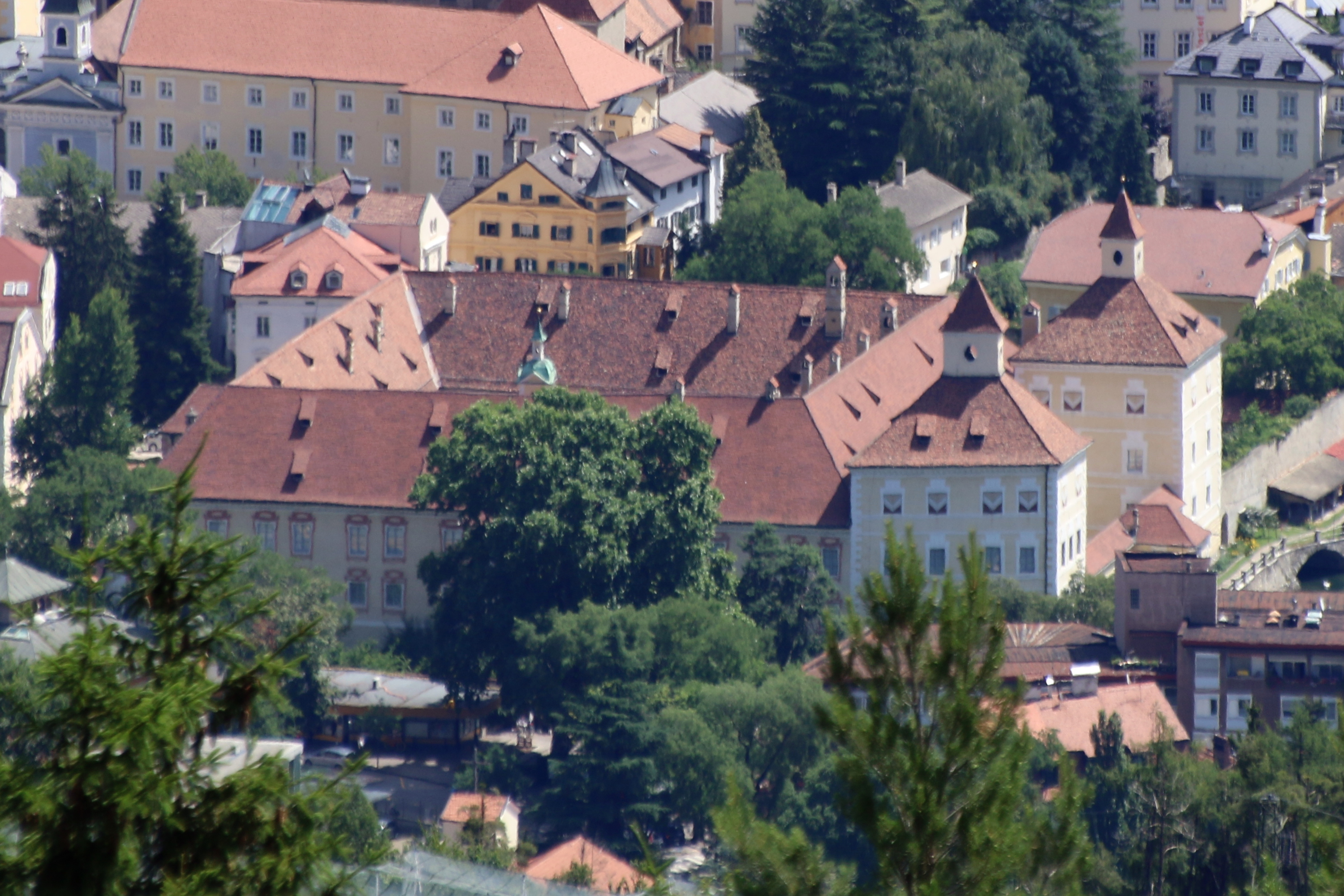
Die Brixner Hofburg war Residenz der Fürstbischöfe seit 1265
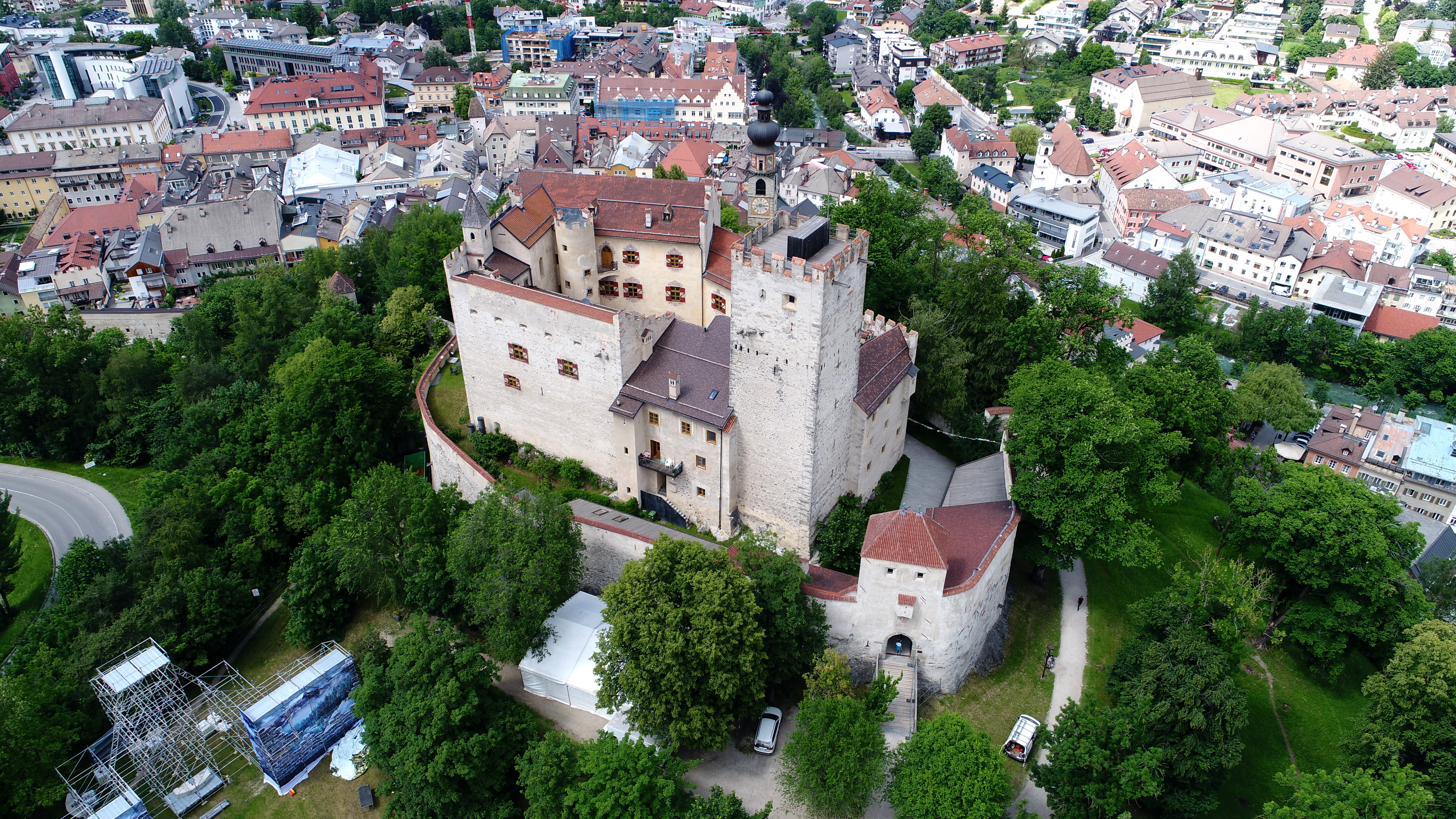
Schloss Bruneck, bischöfliche Festung
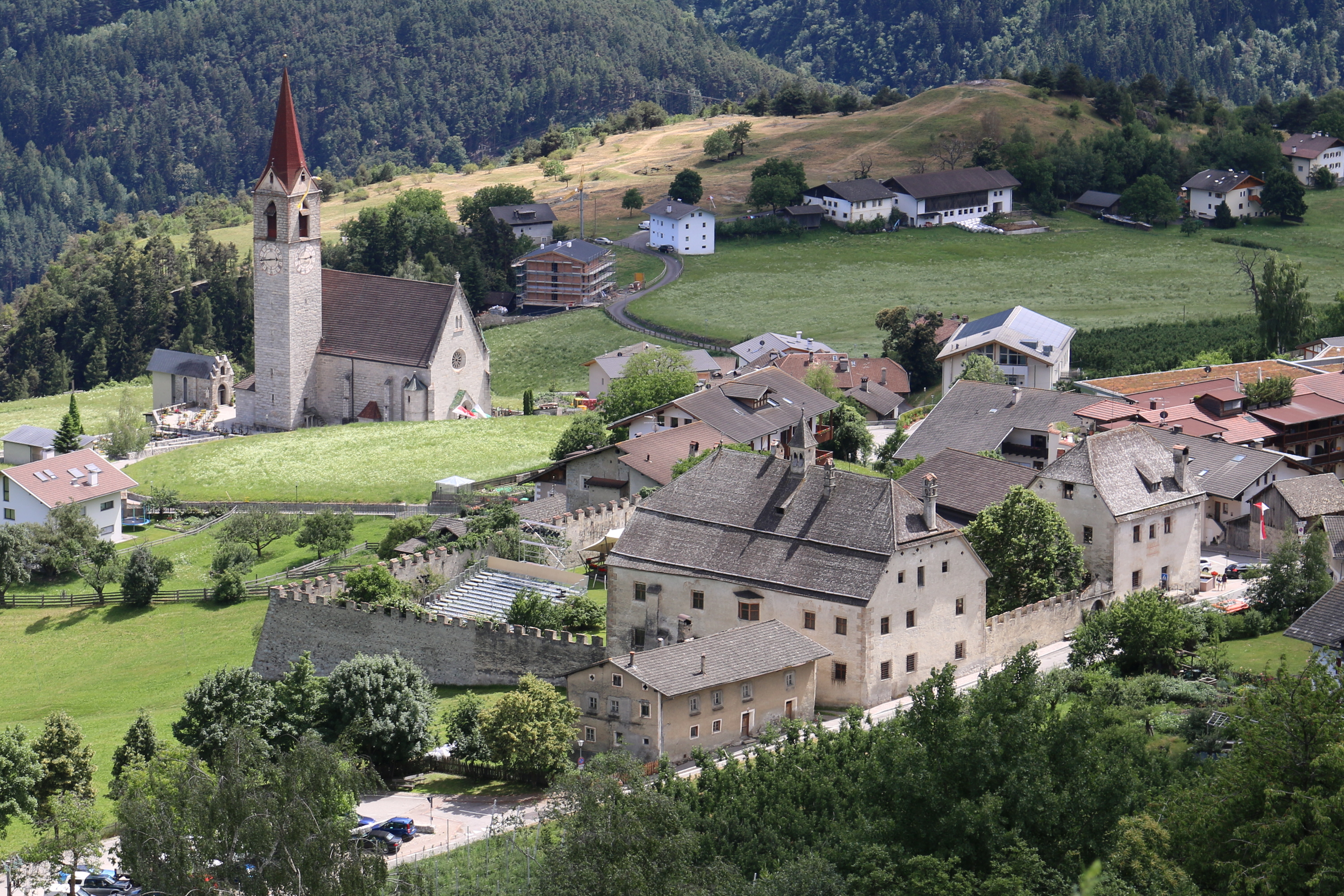
Schloss Velthurns, Sommerresidenz

### Bischofssitz Bozen

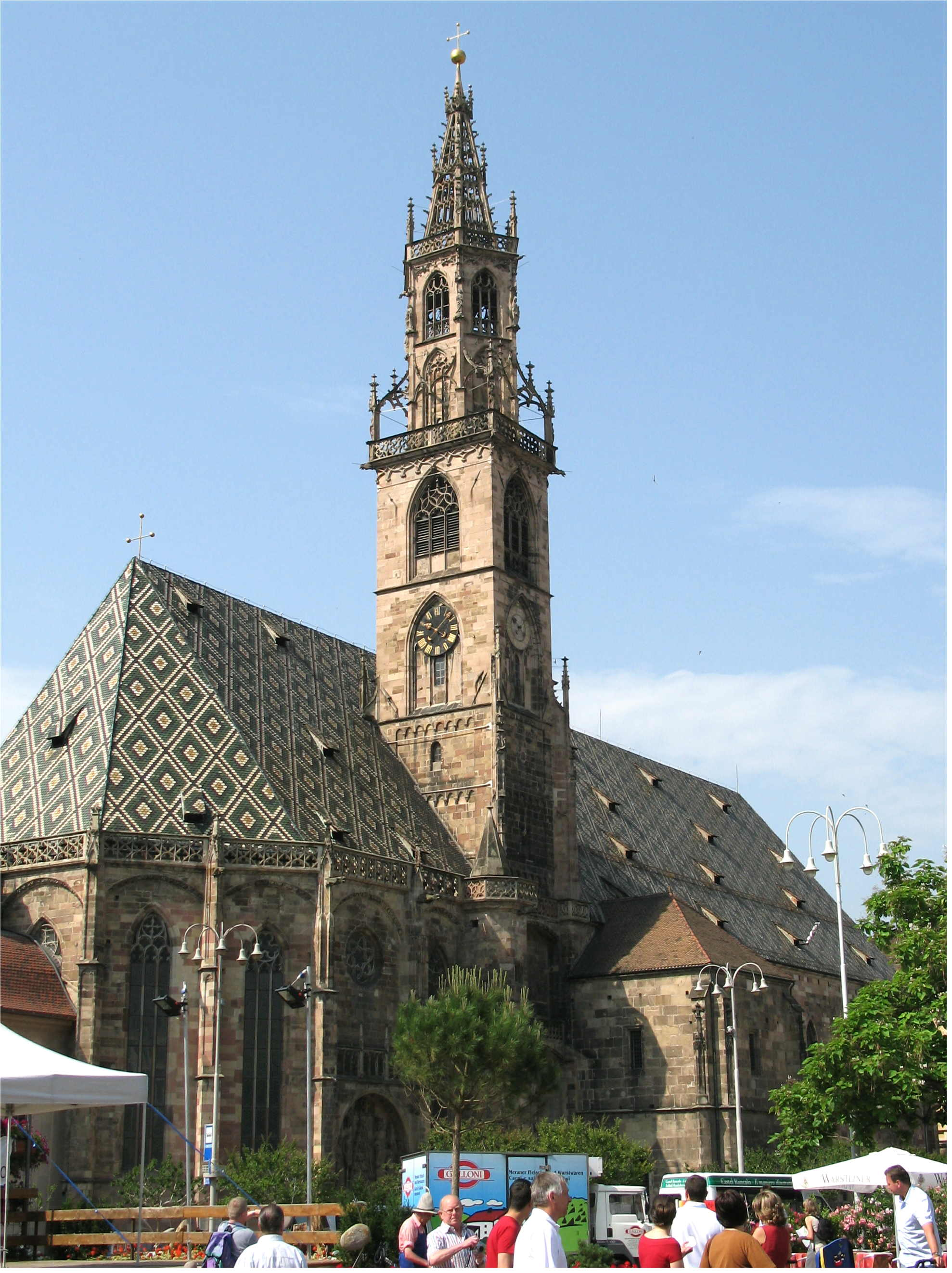
Bozner Dom Maria Himmelfahrt

Im zur italienisch geprägten Diözese Trient gehörenden „Deutschen Anteil“ um Bozen und Meran wuchs der Wunsch, dem Bistum Brixen angegliedert zu werden. Am 6. August 1964 kam durch die Bulle Quo aptius dieses Gebiet zur Diözese Brixen; diese musste ihrerseits endgültig die Rechte auf die in Österreich liegenden Gebiete aufgeben und die ladinischen Dekanate Fodom (Buchenstein) und Anpezo an die Diözese Belluno abtreten. Sie erhielt den Namen Diözese Bozen-Brixen, entsprach geographisch nunmehr exakt der Provinz Bozen und wurde der Diözese Trient als Suffraganbistum unterstellt. Damit verbunden war die Verlegung des Bischofssitzes von Brixen nach Bozen. Die Kathedra und das Domkapitel verblieben in Brixen, der Bischof wohnt aber seit 1964 in Bozen, dessen ehemalige Propsteikirche Maria Himmelfahrt neben dem Brixner Dom zur Konkathedrale erhoben wurde. Das Ordinariat ist in einem Neubau untergebracht. Ebenfalls 1964 wurde die Apostolische Administratur Innsbruck-Feldkirch zur eigenständigen Diözese erhoben (1968 wurde Vorarlberg als Diözese Feldkirch eigenständig) und der Erzdiözese Salzburg als Suffraganbistum zugewiesen.
Die (Nord-)Tiroler Landesregierung hatte sich für die Verknüpfung dieser beiden Änderungen eingesetzt, nachdem trotz des Textes des Konkordates von 1929 eine Anpassung der Bistumsgrenzen an die Provinzgrenzen bzw. den Einschluss aller mehrheitlich deutschsprachigen Dekanate in das Bistum Brixen nicht erreicht werden konnte.
Nach dem überraschenden Tod von Bischof Wilhelm Egger am 16. August 2008 wurde Generalvikar Josef Matzneller zum Diözesanadministrator ernannt. Am 5. Dezember 2008 gab Diözesanadministrator Matzneller bekannt, dass der 1943 in Tscherms geborene Moraltheologe Karl Golser zum Bischof ernannt wurde. Golser war der dritte Bischof von Bozen-Brixen und der erste, der aus dem ehemaligen Südtiroler Teil der Diözese Trient stammt. Die Bischofsweihe empfing er am 8. März 2009 im Brixner Dom. Am 27. Juli 2011 wurde Golsers Rücktrittsgesuch angenommen, Josef Matzneller erneut zum Administrator ernannt und Ivo Muser als Bischof designiert. Am 9. Oktober 2011 wurde Muser in Brixen von Erzbischof Luigi Bressan zum Bischof geweiht.

## Missbrauchsfälle
Die Diözese richtete auf Initiative von Bischof Karl Golser 2010 eine Ombudsstelle zur Aufarbeitung der Missbrauchsfälle ein. Ein 2020 von Heiner Keupp vorgelegtes Konzept für eine systematische Untersuchung des sexuellen Missbrauchs innerhalb der Diözese wurde allerdings 2021 von Bischof Ivo Muser trotz Protesten gegen diese Entscheidung durch Finanzierungsentzug gestoppt. 2022 wurde in den Medien über die mehrjährige Verwendung in mehreren Pfarreien der Diözese eines Priesters der Legionäre Christi berichtet, der in den USA wegen Pädophilie von der Seelsorge suspendiert worden war, ohne dass Bischof Muser bzw. Generalvikar Eugen Runggaldier die Seelsorgeeinheiten darüber informiert hätten. 2024 beauftragte die Diözese die Münchner Anwaltskanzlei Westpfahl-Spilker-Wastl mit einer Untersuchung zu sexuellem Missbrauch in den Jahren 1964–2023. Die Kanzlei legte ihr unabhängiges und umfassendes Gutachten im Januar 2025 vor. Es dokumentiert 67 Sachverhalte, weist auf eine hohe Dunkelziffer hin und attestiert der Kirchenleitung ein „systemisches Versagen“. Damit war die Diözese Boxen-Brixen das erste Bistum in ganz Italien, dass sexuellen Missbrauchs unabhängig untersuchen ließ.

## Vermögenslage
Die Kurie von Bozen-Brixen verfügt über erhebliches Geld- und Immobiliarvermögen, das von einem eigenen Institut, dem DIUK, verwaltet wird. Im Geschäftsjahr 2018 etwa wurde eine Bilanzsumme von rund 97 Millionen Euro ausgewiesen, wovon 74 Millionen Euro auf das Anlagevermögen entfielen. Grundstücke und Bauten schlugen mit 65 Millionen Euro zu Buche.

## Diözesankalender
In der Diözese Bozen-Brixen wird der Regionalkalender für das deutsche Sprachgebiet um die folgenden Eigenfeiern ergänzt (dahinter jeweils der Rang):
- 7. Januar: Hl. Valentin, Bischof in Rätien – g
- 15. Januar: Hl. Romedius von Thaur, Einsiedler am Nonsberg – g
- 29. Januar: Hl. Josef Freinademetz, Ordenspriester und Glaubensbote in China – G
- 4. Februar: Hl. Agatha, Jungfrau und Märtyrerin (RK: 5. Februar) – g
- 5. Februar: Hll. Ingenuin und Albuin, Bischöfe von Säben bzw. Brixen – G
- 16. Mai: Hl. Johannes Nepomuk – g
- 29. Mai: Hll. Sisinius, Martyrius und Alexander, Märtyrer am Nonsberg – g
- 30. Mai: Sel. Otto Neururer, Priester und Märtyrer – g
- 10. Juni: Sel. Heinrich von Bozen, Taglöhner – g
- 12. August: Sel. Jakob Gapp, Ordenspriester und Märtyrer – g; oder: Hl. Pontianus, Papst, und Hl. Hippolyt, Priester, Märtyrer (RK: 13. August) – g
- 13. August (bis 2022: Samstag nach dem 2. Sonntag nach Ostern): Hl. Kassian und Hl. Vigilius, Märtyrer, Diözesanpatrone – H
- 9. September: Hl. Korbinian, Bischof in Freising – g
- 10. September: Jahrestag der Weihe der Dome von Brixen und Bozen – in den Domen H, im restlichen Bistum F
- 13. September: Hl. Notburga, Dienstmagd im Unterinntal – g
- 3. Oktober: Sel. Josef Mayr-Nusser, Laie, Familienvater und Märtyrer – g
- 25. Oktober (bis 2022: Samstag nach dem 2. Sonntag im Oktober): Weihefest jener Kirchen, die den eigenen Weihetag nicht begehen – H
- 13. November: Sel. Carl Lampert, Priester und Märtyrer – g
- 17. November: Hl. Florinus von Matsch, Priester im Engadin – g
- 4. Dezember: Sel. Johannes Nepomuk von Tschiderer, Bischof von Trient – g
- 12. Dezember: Sel. Hartmann, Bischof von Brixen – g

Abkürzungen: H = Hochfest, F = Fest, G = gebotener Gedenktag, g = nicht gebotener Gedenktag, RK = Regionalkalender für das deutsche Sprachgebiet